# Euploea impressa
Euploea impressa är en fjärilsart som beskrevs av Hans Fruhstorfer 1910. Euploea impressa ingår i släktet Euploea och familjen praktfjärilar. Inga underarter finns listade i Catalogue of Life.